# Stråfingersvamp
Stråfingersvamp (Clavaria straminea) är en svampart som beskrevs av Cotton 1911. Stråfingersvamp ingår i släktet Clavaria och familjen fingersvampar.  Arten är reproducerande i Sverige. Inga underarter finns listade i Catalogue of Life.